# Орябінська Олена Сергіївна
Олена Сергіївна Орябінська (рос. Елена Сергеевна Орябинская; нар. 15 березня 1994) — російська веслувальниця, срібна призерка Олімпійських ігор 2020 року.

## Виступи на Олімпіадах
| Олімпіада  | Дисципліна | Місце |
| ---------- | ---------- | ----- |
| Токіо 2020 | двійки     | 2     |

## Зовнішні посилання
- Олена Орябінська [Архівовано 29 липня 2021 у Wayback Machine.] на сайті FISA.

1. 1 2  Elena Oriabinskaia
2. 1 2  https://olympics.com/tokyo-2020/olympic-games/fr/resultats/aviron/profil-de-l-athlete-n1435251-oriabinskaia-elena.htm
3. 1 2  https://olympics.com/tokyo-2020/olympic-games/en/results/rowing/athlete-profile-n1435251-oriabinskaia-elena.htm